# 紐因頓章克申
紐因頓章克申（英語：Newington Junction）是位於美國康乃狄克州哈特福縣紐因頓境內的一個街區。

## 地理
紐因頓章克申的座標為41°42′52″N 72°44′07″W / 41.71444°N 72.73528°W，而該地的平均海拔高度為21米（即69英尺）。